# Кола (город)
Ко́ла — город (с 1784) в России, административный центр Кольского района Мурманской области, исторический центр Кольского полуострова, город-спутник Мурманска.
Население — 8933 чел. (2023).
Город расположен при слиянии рек Кола и Тулома, близ их впадения в Кольский залив Баренцева моря, в 12 км от центра города Мурманска.

## Этимология
Город получил своё название от реки Кола, на которой он стоит. У происхождения названия реки есть две версии. Первая предполагает, что название пошло от финно-угорского[прояснить] Кульйоки «рыбная река», однако письменных источников, подтверждающих эту версию, не найдено. Согласно другой версии, название происходит от саам. Кольйок «золотая река». Считается, что сначала оно было усвоено русскими в виде полукальки «Кола-река», упоминаемой в летописи под 1532 годом, которая затем преобразовалось в современное «река Кола».

## Геральдика
Впервые герб города был создан в 1781 году, а заново принят в 1991 году. Герб Колы представляет собой щит и скосообразный полукруг внизу. Щит поперёк разделён на две части. Верхняя часть покрашена в красный цвет, на ней изображена рука, выходящая из облаков с мечом и державой; это герб города Вологда, так как Кола в то время входила в Вологодскую и Олонецкую губернию. Есть также герб г. Колы, когда в верхней части на жёлтом фоне Архангел убивает изгнанного ангела, это герб Архангельска, куда потом был определён г. Кола — в Архангельскую губернию. Вторая часть герба покрашена в синий цвет. В этой части расположено древнее изображение кита.

## География

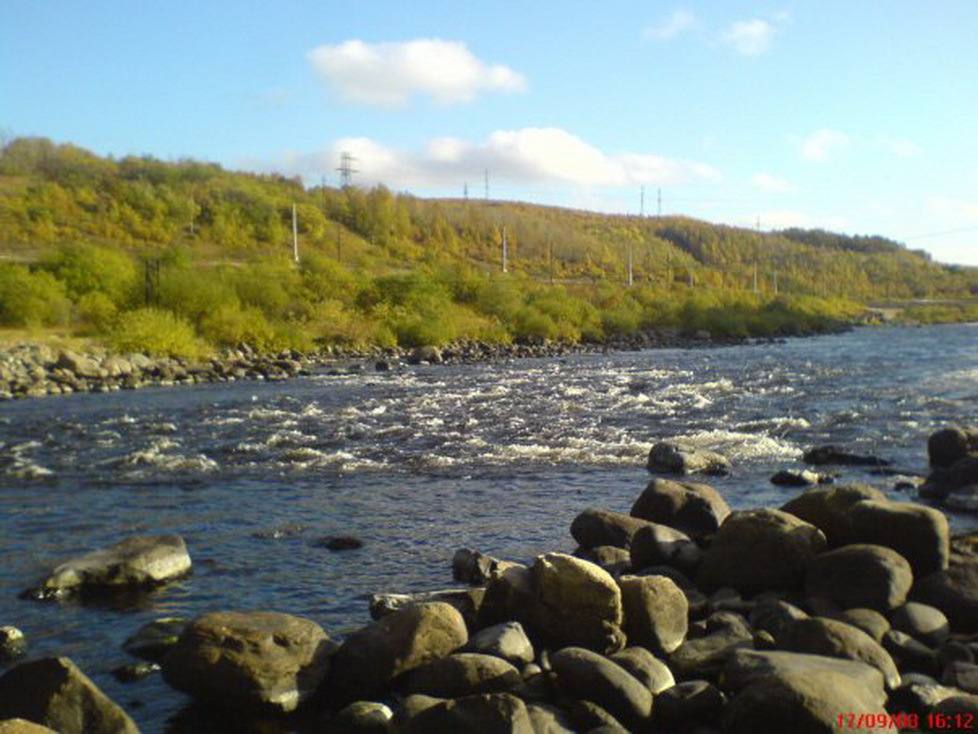
Река Кола в районе посёлка Молочный

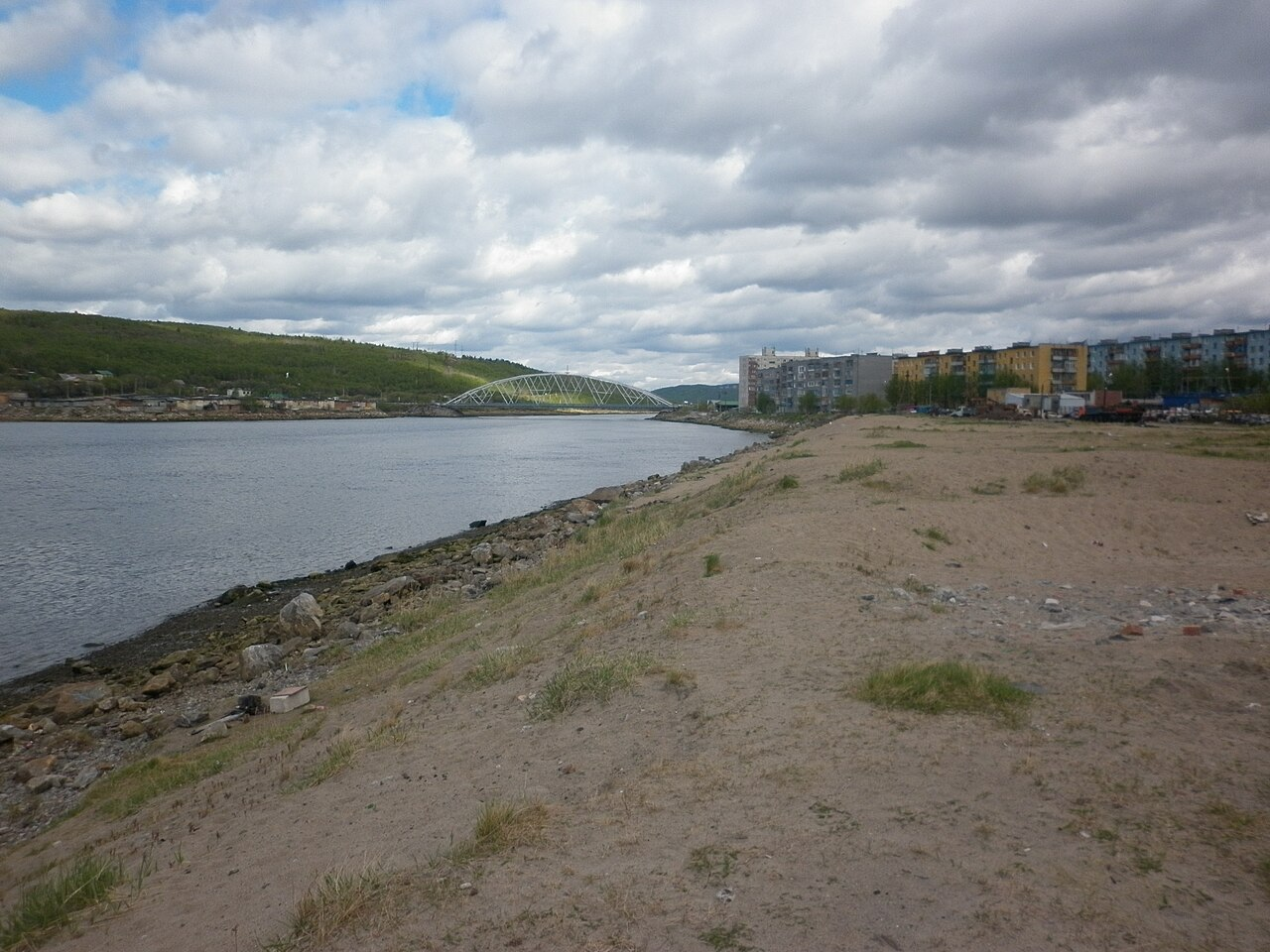
Река Тулома. Вид на старый снесённый мост со стороны отсыпки

### Географическое положение
Кола — бывший центр Кольского уезда, расположенный за Северным полярным кругом, в зоне распространения вечной мерзлоты. Город расположен на стрелке слияния рек Колы и Туломы. В настоящее время является центром Кольского района Мурманской области. Недалеко от города расположен областной центр — Мурманск (12 километров от центра), также в 15 километрах находится посёлок городского типа Мурмаши с международным аэропортом «Мурманск», посёлки Молочный, Выходной и Зверосовхоз. Самая высокая точка города — гора Соловарака.
| С-З | Мурманск ~ 12 км    | Североморск ~ 32 км                   |  | С-В |
| З   | Заполярный ~ 140 км | Роза ветров                           |  | В   |
| Ю-З |                     | Кандалакша ~ 236 км, Апатиты ~ 180 км |  | Ю-В |

#### Часовой пояс
Город Кола находится в часовом поясе, обозначаемом по международному стандарту как Moscow Time Zone (MSK). Смещение относительно UTC составляет +3:00. Время в Коле опережает географическое поясное время на один час.

### Климат
Город находится в атлантико-арктической зоне умеренного климата. Климат Колы формируется близостью Баренцева моря, влияние которого усиливает тёплое Северо-Атлантическое течение. Хотя Кола и находится рядом с Мурманском, климат её всё равно имеет некоторые отличия. Так, например, в Коле более холодная зима. Реки Тулома и Кола в холодные зимы, в отличие от Кольского залива в Мурманске, замерзают. В остальном климат ничем не отличается от мурманского.

### Гидрография
Город расположен на слиянии двух рек — Кола и Тулома. Эти реки имеют выход к Кольскому заливу.

### Планировка и застройка
Главная часть города расположена на стрелке слияния рек Колы и Туломы. Так как город был основан в 1517 году, а тогда на сопках не строили, его основная часть лежит в низине, а новая — на сравнительно ровных участках. В Коле в основном многоэтажными домами являются девятиэтажные, но есть один десятиэтажный. Основная застройка города — «хрущёвки» и панельные девятиэтажки. В районе железнодорожной станции «Кола» присутствуют полуразвалившиеся деревянные дома. В старой части города есть два старых здания постройки XIX века — здание бывшего уездного казначейства и здание церкви Благовещения Пресвятой Богородицы. Также присутствуют дома сталинской постройки.

## История

### Основание
Как раньше считали историки, Кола была основана в 1264 году. Эта дата вошла во все советские энциклопедии. Но в то время это был, скорее, перевалочный пункт рыбаков, наподобие временной стоянки в случае шторма или пункта временного хранения рыбы, если улов бывал очень большим. В наше время российские учёные обнаружили несколько неизвестных грамот великого князя Василия III 1517 года. Эти грамоты хранятся в архивах Норвегии и Дании. В одной из этих грамот сообщается следующее: «Когда сборщик дани отправится из этого Терского погоста, то должен послать терскую дань назад, к Варзуге-реке, а сам ехать в Ловозеро, в Колу…». Исходя из этого появилась точка зрения (краевед В. В. Сорокажердьев), согласно которой дату основания Колы следует отнести к 1517 году, а не к 1264, как считали раньше. С другой стороны, есть основание сомневаться в корректности публикации документа 1517 г. и предполагать, что вместо «Колы» в действительности имелся в виду саамский Колдонский погост, а на месте самой Колы было что-то вроде зимовья, населявшегося рыбаками на время нереста или на зиму, когда вместе со льдами Арктики к кольским берегам приближались популяции «морского зверя». Профессор И. Ф. Ушаков предложил датой первого упоминания Колы считать 1565 год, когда в Коле было зафиксированы три дома. 1565 год и является на сегодняшний день официальной датой основания Колы.

### XVI—XVII века

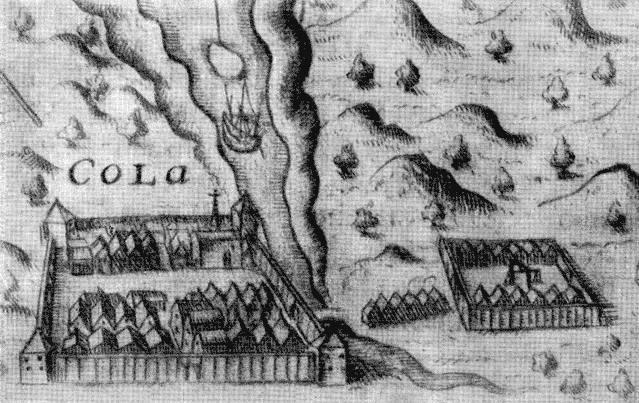
Кола в 1598 году.
Рис. Геррита Де Веера, спутника В. Баренца

Город Кола возник на острове между рекой Туломой и Колой, а также Кольским заливом. Жители Колы занимались тем, что ходили на промыслы в море. Большинство населения были мужчины. Кола торговала с голландцами, шведами, норвежцами. Если в 1565 году в Коле было три дома и три семьи, то в 1573/74 году, по писцовой книге Василия Агалина, в Коле было уже 33 двора. Кола росла благодаря торговле с Антверпенской компанией. Благодаря этой торговле в 70-е 80-е годы XVI века Кола превратилась в основной международный торговый порт, где велась торговля. Там закупали рыбу, а также пушнину.

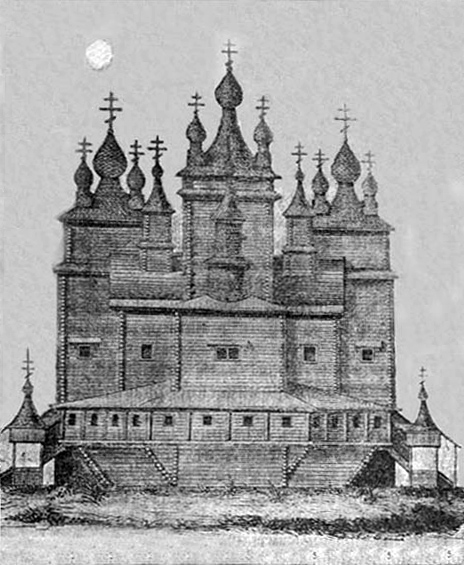
Воскресенский собор

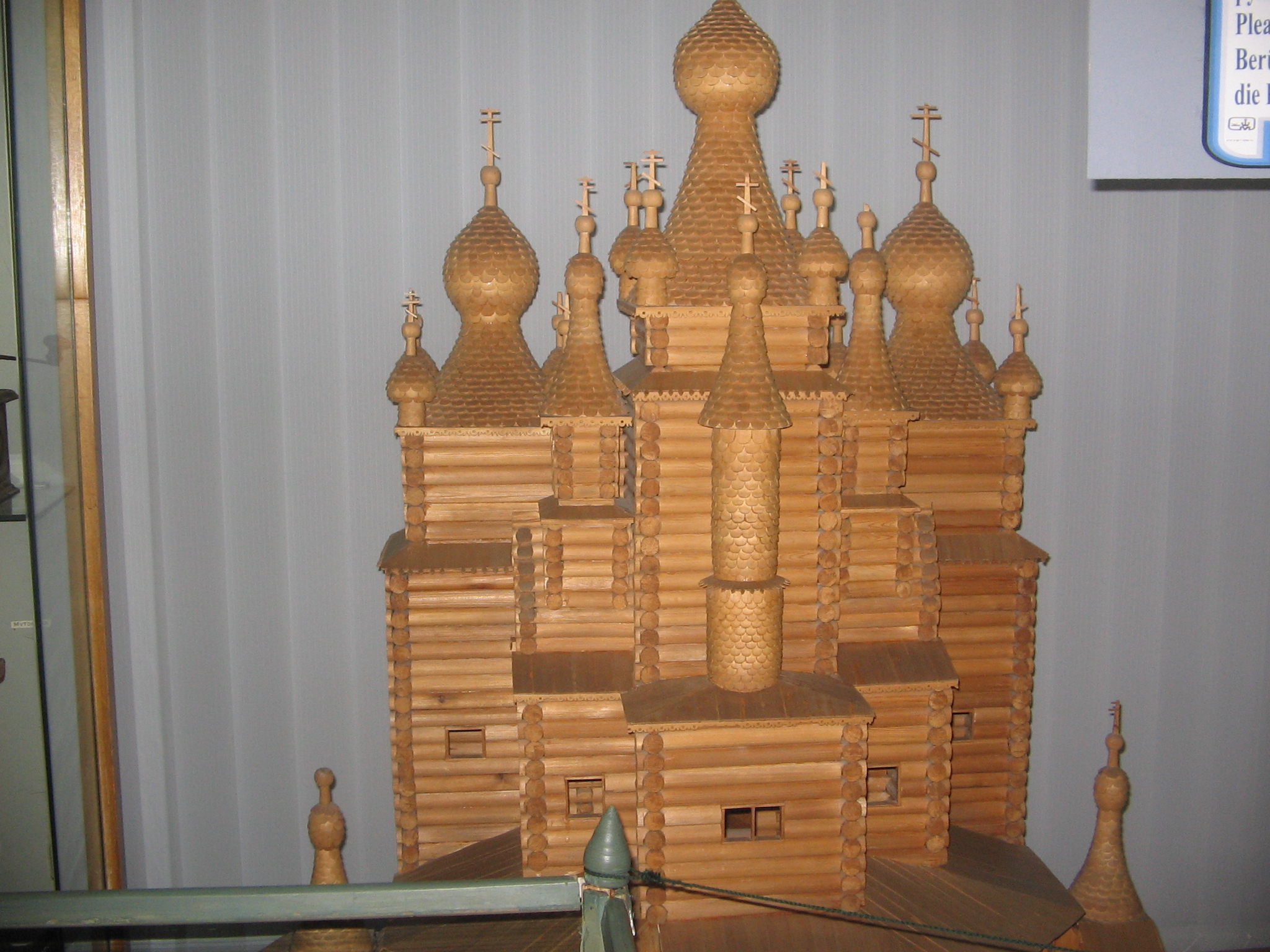
Макет Воскресенского собора в музее.

В 1583 году под началом воеводы Максака Судимантова начал строиться Кольский острог. К концу XVI — началу XVII веков Кола являлась сильно укреплённым, а также единственным опорным пунктом в Заполярье. А в середине XVII века в Кольском остроге сторожевую службу несли уже 500 человек, возглавляемые стрелецким головой и пятью сотниками, а также 9 пушкарей, имелся большой запас боеприпасов. Первым кольским воеводой стал Аверкий Иванович Палицын.
Со второй половины XVII века неугодных правительству людей стали ссылать в Колу.
В августе 1700 года началась Северная война и шведы стали угрожать Кольскому полуострову и Беломорью. Указом Петра I было велено произвести полную реконструкцию острога с целью лучшей обороны от противника. Эскадра под командованием адмирала К. Х. Леве всё же пыталась захватить Колу, но у него ничего не вышло.

### XVIII век

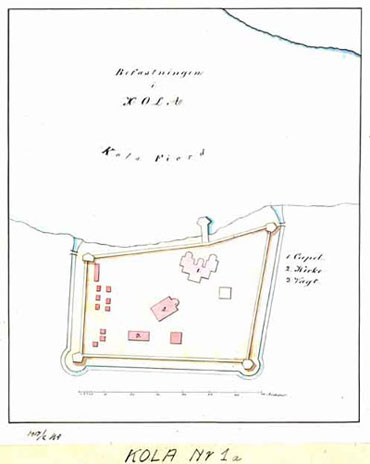
План Кольского острога 1700 года.

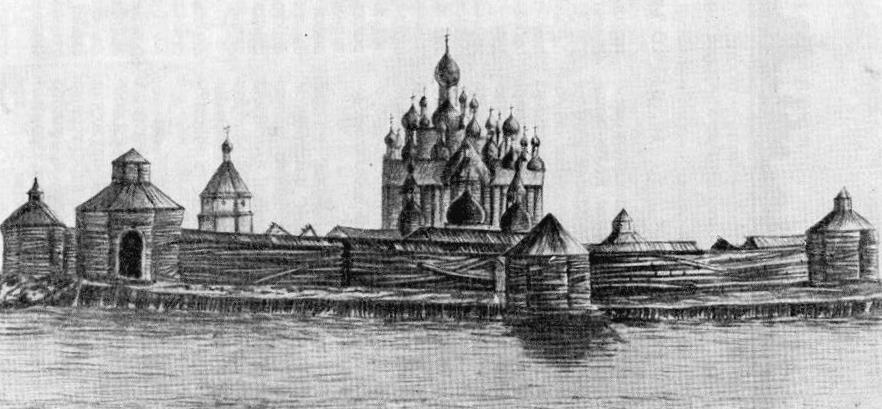
Кольский острог в конце XVIII века.

В 1706 году восстановление и укрепление Кольского острога закончилось. 18 (29) декабря 1708 года Россия была поделена на восемь губерний. Кольский уезд вошёл в состав Архангелогородской губернии. В 1713 году стрелецкий полк в Коле был переименован в солдатский, а главные управители в уездах стали именоваться комендантами. В 1719 году Кольский острог с небольшими изменениями выглядел так же, как в начале XVII века. У него было 5 башен: Егорьевская и Никольская, Водяная и Ерзовская, а также Чепучинная. В 1723 году Пётр I учредил Кольское китоловство. На него отпускалось 5000 рублей. Но Пётр I умер, а его дело было практически заброшено. Первый кит был добыт лишь в 1726 году.
В 1727 году Санкт-Петербургской академией наук в Колу был командирован французский астроном Людовик Делиль де ла Круайер. Обсерваторию для профессора обосновали на горе Соловарака. Это была первая академическая экспедиция в России. В Коле в то время бывал Ломоносов, сын Василия Дорофеевича Ломоносова из Курострова Двинского уезда.
Вплоть до 1729 года включительно Кольским китоловством было добыто только 5 китов. В феврале 1731 года Кольское китоловство из-за понесённых убытков ликвидировалось.

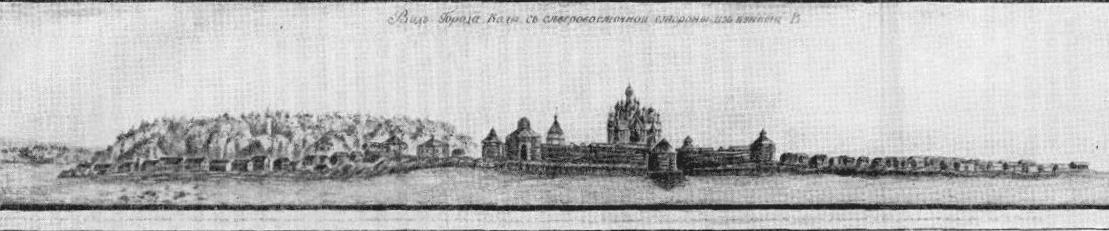
Кольский острог в 1797 году.

После восстания Емельяна Пугачёва в Колу сослали особенно много людей.
В 1775 году Кола перестала быть Кольским острогом и крепостью. С 6 февраля 1780 года она стала официально называться городом в составе Вологодского наместничества. 2 октября 1781 года был утверждён и внесён в Полное собрание законов Российской Империи герб уездного города Колы: «В первой части щита герб Вологодский (в красном поле выходящая из-за облака рука, держащая золотую державу с серебряным мечом). Во второй части — кит в голубом поле. В знак того, что жители того города в ловле сих рыб упражняются».
27 февраля 1783 года Екатерина II пожаловала Коле 8000 рублей на постройку каменного храма.

А с 1784 года Кола именовалась уездным центром Архангельской губернии. В территорию Кольского уезда были включены Варзуга и Умба, до этого относившееся к Двинскому уезду. С 1797 года комендантов заменили городничие, а бурмистров — земские исправники. Последним комендантом и первым городничим в Коле был полковник Б. И. Ернер, умерший в 1800 году. В 1800 году по указу Павла I артиллерию и боеприпасы с Кольского острога стали отправлять в Соловецкий монастырь. В Коле осталась только инвалидная команда.

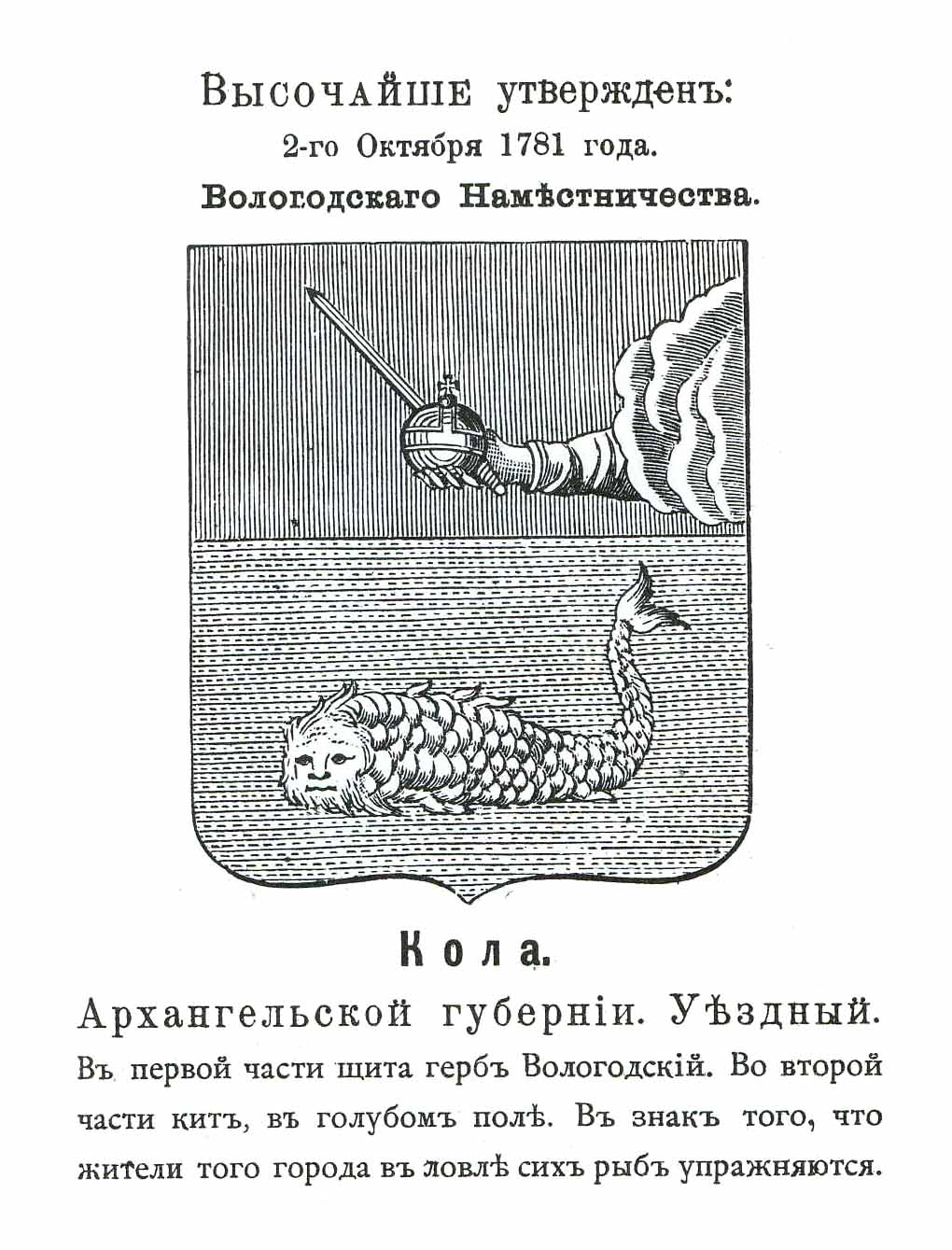
Герб Колы 1781 г., нецветное изображение.

### XIX век

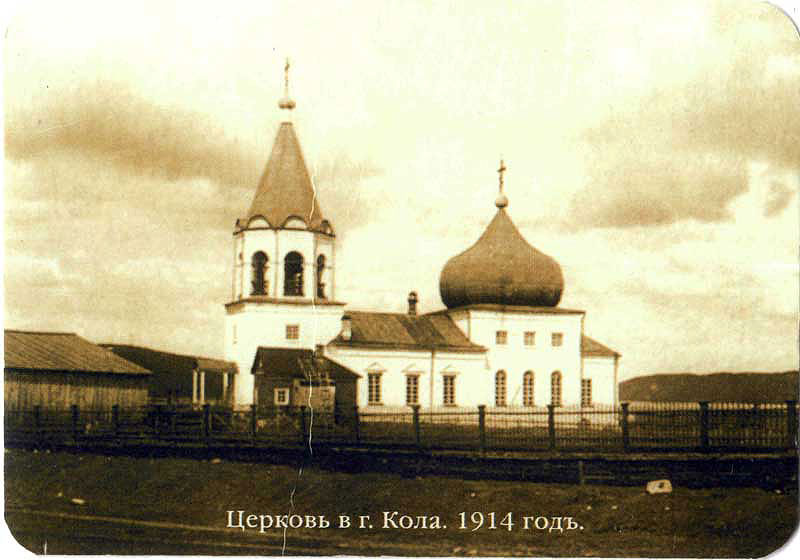
Кола, Храм Благовещения Богородицы, 1914 г.

В 1804—1807 годах в Коле был построен каменный Благовещенский храм. В 1807 году было построено каменное здание уездного казначейства.
Во время англо-русской войны 1806—1812 годов британские корабли разорили всё Кольское побережье и захватили свыше двух десятков купеческих и рыбацких судов. 11 мая 1809 года десант с британского фрегата занял практически беззащитную Колу, в которой был только городничий и инвалидная воинская команда (население при приближении англичан покинуло город и ушло в тундру). Город англичане не тронули, уничтожив только винный склад, забрав на корабль часть брошенного жителями скота на мясо и отобрав шпагу у городничего и ружья у инвалидов.
В мае-августе 1826 года под руководством Михаила Францевича Рейнеке, морского офицера, была произведена подробная опись Кольского залива. В 1830 году в Санкт-Петербурге была издана книга «Описание города Колы в Российской Лапландии». В 1837 году в Коле побывал составитель «Калевалы» фольклорист Элиас Лённрот. В 1839 году, 31 марта, было открыто одноклассное приходское училище — первое на Кольском полуострове. В 1842 Элиас Лённрот повторно посетил город.

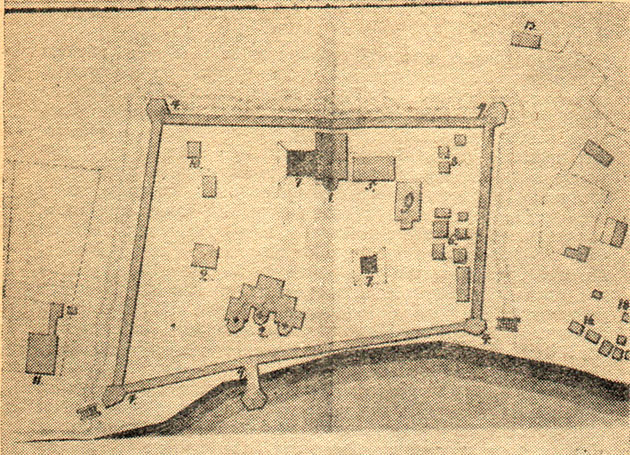
План Кольского острога в 1801 году.

В 1854 году, в результате бомбардировки английским корветом «Миранда» под командованием капитана Эдмунда Мобри Лайонса, был полностью разрушен Кольский острог с Воскресенским собором, выдающимся памятником деревянного зодчества, а также выгорела большая часть Колы. Героически проявили себя все коляне, в особенности организатор обороны Колы лейтенант флота Андрей Мартынович Бруннер.

С лета 1855 года уехавшие жители стали возвращаться в Колу. Кола уже пришла в полный упадок. В 1858 году Кольский уезд ликвидировали, его бывшую территорию отнесли к Кемскому уезду, а Колу отнесли к заштатным городам. Несмотря на то, что Кола пребывала в полном запустении, Святейший Синод выделил на восстановление Благовещенского храма 8514 рублей.

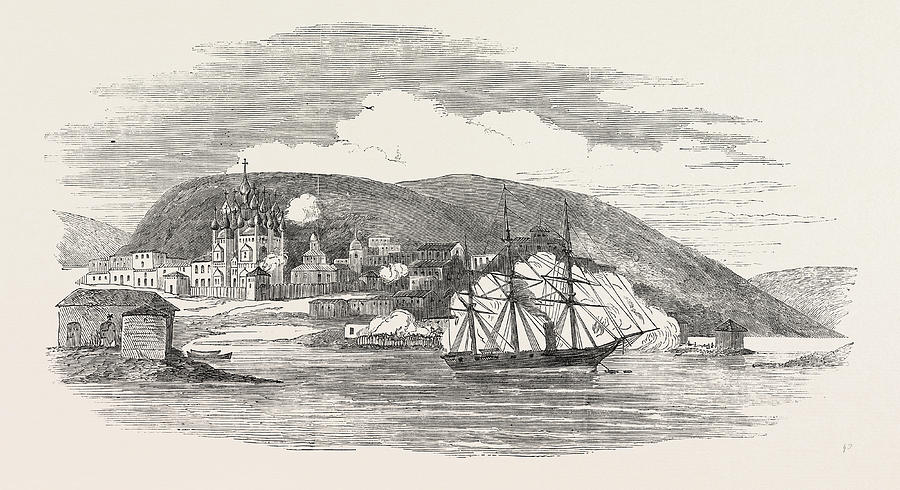
Винтовой пароходофрегат «Миранда» уничтожает город Кола.

 В 1866 году в Коле насчитывалось 96 частных домов и 734 жителя. В 1867 году в Коле появился первый фотограф, норвежец, исследователь саамского языка, писатель, Йенс Фрис. В 1870 году Колу посетила группа офицеров и архангельских чиновников во главе с сыном императора Александра II — великим князем Алексеем Александровичем. В 1875 году, 6 мая, было открыто Архангельско-Мурманское срочное пароходство. В январе 1878 года в Коле на берегу Туломы начала действовать метеорологическая станция — первая на Кольском полуострове. 8 февраля 1883 года по указу Александра III был восстановлен Кольский уезд с центром в городе Коле. Летом 1885 года в городе побывал брат императора Александра III — великий князь Владимир Александрович. В 1886 году в Коле проживало 686 жителей, было 124 жилых здания, 83 хозяйственные постройки, 10 торговых лавок, 4 каменных здания, 2 церкви. В 1886 году кольская администрация приобрела маломощный пароход «Мурман» с местом базирования в Екатерининской гавани. Летом 1894 года на участке Кандалакша-Кола работала группа инженера путей сообщения Б. А. Риппаса для изыскания трассы будущей железной дороги. 28 июня 1895 года в Коле был освящён святой водой и водружён первый телеграфный столб. 12 октября 1896 года телеграф заработал и связал Колу с Кемью и Норвегией.
В 1897 году в городе жили 615 человек, родным языком указали: 587 — русский, 20 — финский.

### XX век

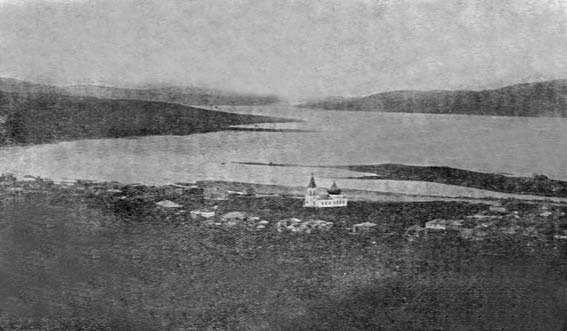
Город Кола. Фотография 1914 г.

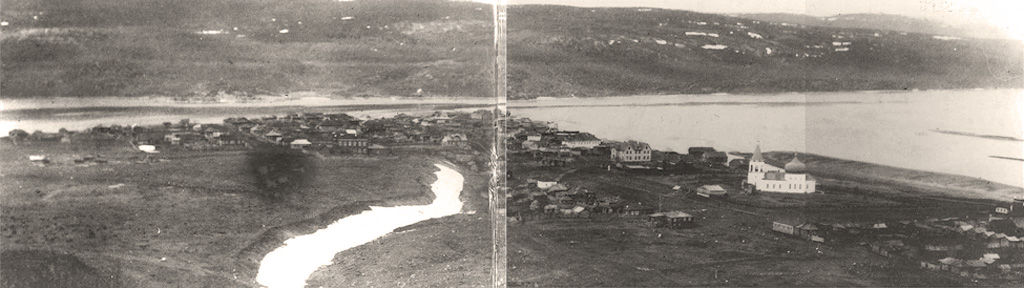
Вид на город Кола с горы Соловарака, панорама, 1914 г.

В начале XX века Кола утратила статус уездного центра. В 1901 году в Коле проживало 503 человека. В 1903 году в Колу снова начали ссылать. В конце 1904 года в Коле было 13 политссыльных, а летом 1906 года — 14. В январе 1908 года Кола перестала быть местом ссылки. В 1910 году в Коле проживало 659 человек. Основу населения составляли мещане. В городе были сиротский приют, суд, училище, санитарная часть, две церкви, торговые лавки И. П. Хипагина, В. А. Чертова, А. В. Жеребцова, в Колу ходил пароход Архангельск — Варде. За порядком в городе следили полицейский надзиратель с двумя помощниками-городовыми. С весны 1915 года Кола, в связи с началом стройки железной дороги, порта, а также города Романов-на-Мурмане, стала вновь многолюдной. В неё приехало 700 строителей. 3 ноября 1916 года закончилось сооружение Мурманской железной дороги, самого северного в мире железнодорожного пути. Заканчивалась Мурманская железная дорога самой северной на тот период железнодорожной станцией — Кола, которая была построена одновременно со строительством мурманской железной дороги в 1916 году.
В 1918 году Кола была оккупирована английскими интервентами. В 1920 году они ушли. В том же году возникли партийные ячейки на станции Кола, 23 февраля 1920 года в кольском училище состоялось общее собрание жителей, открыл его председатель земской управы А. В. Жеребцов, а вёл собрание В. Н. Беглецов, секретарём был А. М. Кочеров. Была зачитана телеграмма из Мурманска и одобрена приветственная телеграмма в связи с восстановлением советской власти в уезде. 27 февраля коляне избрали Временный волостной исполнительный комитет во главе с председателем Иваном Павловичем Хипагиным. 8 марта на заседании временного волисполкома был избран исполнительный комитет Кольско-Лопарского Совета рабочих и крестьянских депутатов. В начале 1920-х годов в Коле было 112 дворов и 610 жителей. К 1923 году кольские партийные ячейки объединились в одну организацию. В 1924 году был создан волостной комитет комсомола, в том же году появились первые пионерские отряды. На станции Кола открылся клуб имени М. И. Калинина, а потом в самом селе — «Красный рыбак». По решению VII уездного съезда Советов от 19 января 1925 года Кола стала селом. 27 июля 1927 года состоялась первая партийная конференция Кольско-Лопарского района. В 1928 году Кольскую начальную школу преобразовали в семилетнюю, в городе появилось электричество. 2 апреля 1930 года некоторые коляне объединились в рыболовецкий колхоз «Пробуждение». В 1934 году построена грунтовая дорога Мурманск-Кола. В 1935 году село Кола стало рабочим посёлком. В 1937 году школа стала средней, накануне войны состоялся первый выпуск. С расширением города Мурманска, ставшего 28 мая 1938 года областным центром, Кола по существу стала его пригородом.
В Великую Отечественную войну Кола играла роль важной станции Кировской железной дороги и перевалочной базы через Кольский залив. Для переброски войск и техники здесь находилась понтонная переправа. С 1940 года в Коле дислоцировался 33-й отдельный зенитный артиллерийский дивизион под командованием майора Ермошкина. Немцы немного бомбили и Колу, но не так сильно, как Мурманск. Около трёхсот колян не вернулись с войны.
В 1948 году в Коле начали строить водопровод, он тянулся от водонапорной башни у горы Соловарака через Туломское шоссе по главным улицам посёлка. В 1951 году вошёл в строй Кольский пивоваренный завод. 23 февраля 1951 года открылась новая средняя школа, в 1955 году был открыт Дом культуры. В 1953 году Кольскую амбулаторию преобразовали в котельную. В 1954 году заработала мебельная фабрика, в 1959 году макаронная фабрика. В 1956 году появился асфальт на улице Красная набережная, а в 1957 году на Советском проспекте. В 1962 году вступила в строй городская котельная. В 1974 году открылось сельское профессионально-техническое училище. 10 февраля 1954 года через Колу в Печенгу по новой магистрали стали ходить поезда. В это же время построили шоссе Кола-Печенга. В 1952 году берега реки Туломы соединил новый металлический мост. В середине 60-х годов Кола была рабочим посёлком с развитой лёгкой промышленностью, оснащённым автоматикой железнодорожным узлом. 2 августа 1965 года Указом Президиума Верховного Совета РСФСР рабочий посёлок Кола был преобразован в город районного подчинения. В 400 — летие города на Красной набережной возводится первый типовой панельный дом. В 1990 году у Колы снова появился свой старый герб.

### XXI век
Сейчас Кола представляет собой город с населением 10000 человек, является центром Кольского района Мурманской области. В 2001 году в Коле возвели храм преподобного Варлаама Керетского. В 2015 г. Мурманская область отметила 450-летие своего древнейшего города Колы.

## Население
| 1825    | 1833    | 1840    | 1847    | 1856    | 1863    | 1867    | 1870    | 1885    | 1897    | 1910    | 1917    |
| ------- | ------- | ------- | ------- | ------- | ------- | ------- | ------- | ------- | ------- | ------- | ------- |
| 734     | ↘617    | ↗770    | ↘620    | ↘507    | ↗551    | ↗1062   | ↘743    | ↗765    | ↘615    | ↗683    | ↗715    |
| 1923    | 1939    | 1959    | 1970    | 1979    | 1989    | 1992    | 1996    | 1998    | 2000    | 2001    | 2002    |
| ↘609    | ↗8385   | ↗12 273 | ↘12 085 | ↗13 301 | ↗16 541 | ↘16 100 | ↘12 400 | ↘12 200 | ↘11 900 | ↘11 800 | ↘11 060 |
| 2003    | 2005    | 2006    | 2007    | 2008    | 2009    | 2010    | 2011    | 2012    | 2013    | 2014    | 2015    |
| ↗11 100 | ↘10 800 | ↘10 600 | →10 600 | ↘10 500 | ↘10 405 | ↗10 437 | ↘10 420 | ↘10 250 | ↘10 135 | ↘10 101 | ↘9853   |
| 2016    | 2017    | 2018    | 2019    | 2020    | 2021    | 2023    |         |         |         |         |         |
| ↘9735   | ↘9701   | ↘9691   | ↘9681   | ↗9690   | ↘9016   | ↘8933   |         |         |         |         |         |

На 1 января 2025 года по численности населения город находился на 952-м месте из 1124 городов Российской Федерации.

### Гендерный состав
По данным Всероссийской переписи населения 2010 года 4770 мужчин (45,7 %) и 5667 женщин (54,3 %).

## Образование
В Коле работает одна школа. После объединения трёх городских школ за ней остался номер одной из них № 2 и несколько детских садов. Кроме того, в городе есть Детская школа искусств, транспортный колледж и филиал Академии предпринимательства при правительстве Москвы.

## Здравоохранение
В городе действуют поликлиника и Кольская ЦРБ.

## Культура
В Коле традиционно, начиная с 2002 года, ежегодно проводится фестиваль полярного дня — единственный в мире фестиваль, посвящённый необычному явлению природы — полярному дню, характерному для Кольского полуострова.
В городе есть Центр Культуры Кольского района, модельная Кольская межпоселенческая библиотека им. М. В. Ломоносова, музей истории города Колы. Ежегодно отмечается день города.

## Местное самоуправление
В соответствии с Уставом города, принятым решением Совета депутатов города Колы, глава города избирается Советом депутатов на 5 лет. В структуре местного самоуправления установлено 15 депутатов, а в аппарате Совета депутатов 3 должности, а также руководитель аппарата и два специалиста первой категории. 

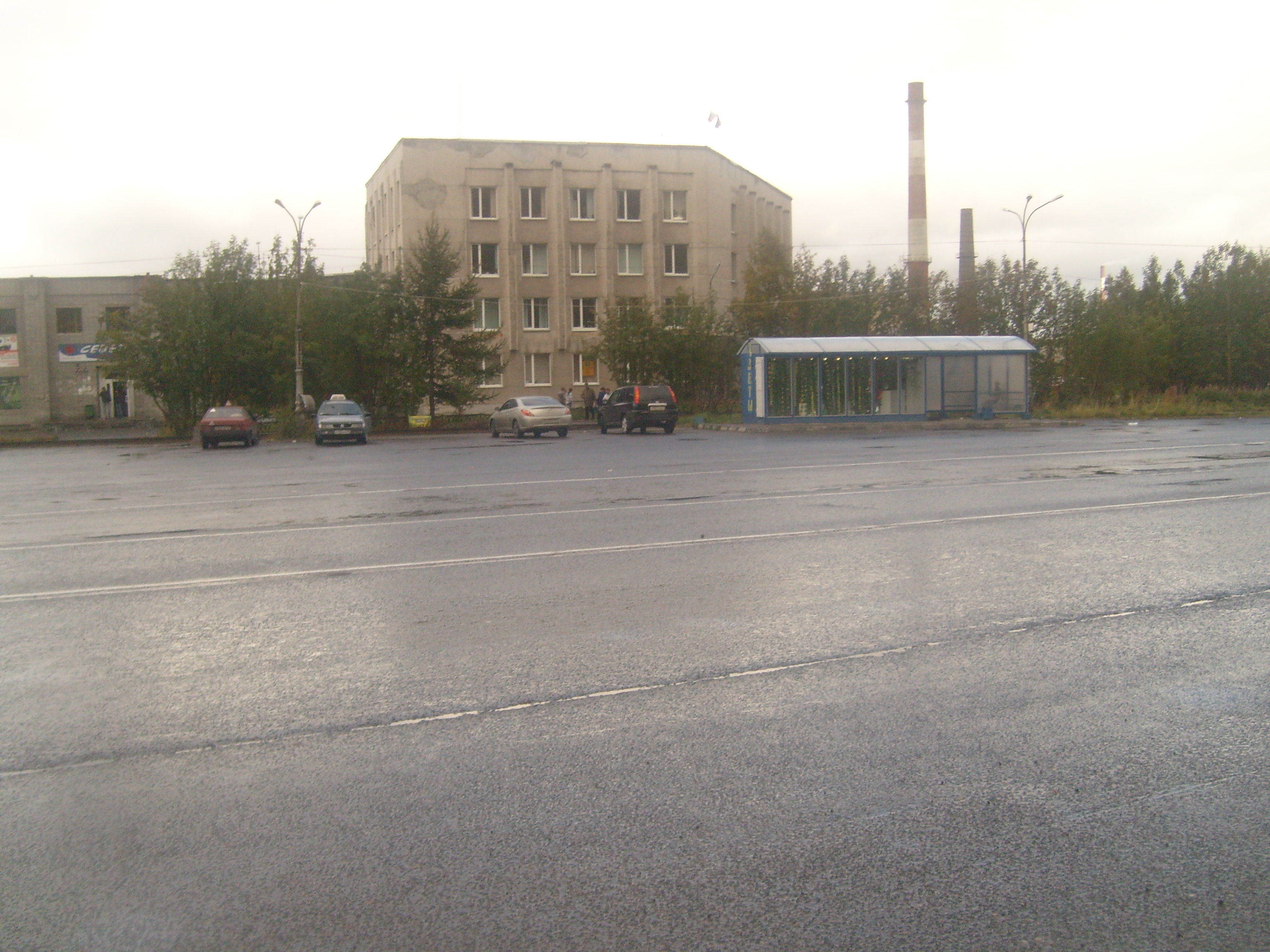
Администрация Кольского района

Исполнительно-распорядительным органом местного самоуправления города Кола является администрация города Кола. Советом депутатов назначается также Глава администрации города Кола. Он назначается на эту должность по контракту, заключаемому по результатам конкурса на замещение должности главы администрации, а также на срок полномочий Совета депутатов. Главой администрации города Кола является Чернов Андрей Михайлович, а председателем Совета Депутатов — Чукарева Светлана Владимировна.
Главы администрации
- с 29 декабря 2014 года — Чернов Андрей Михайлович.

## Экономика

### Промышленность
Кола — центр Кольского района с небольшим населением. В городе широкого понятия «промышленность» нет. Основными отраслями экономики Колы являются железнодорожные и автомобильные перевозки, а также пищевая промышленность. Последняя отрасль в настоящее время представлена ООО «МУРМАНСКПИВО» (на базе Кольского пивоваренного завода). Осуществляется выпуск широкого ассортимента пива и кваса. Также на территории города располагается несколько частных строительных компаний.

### Торговые сети

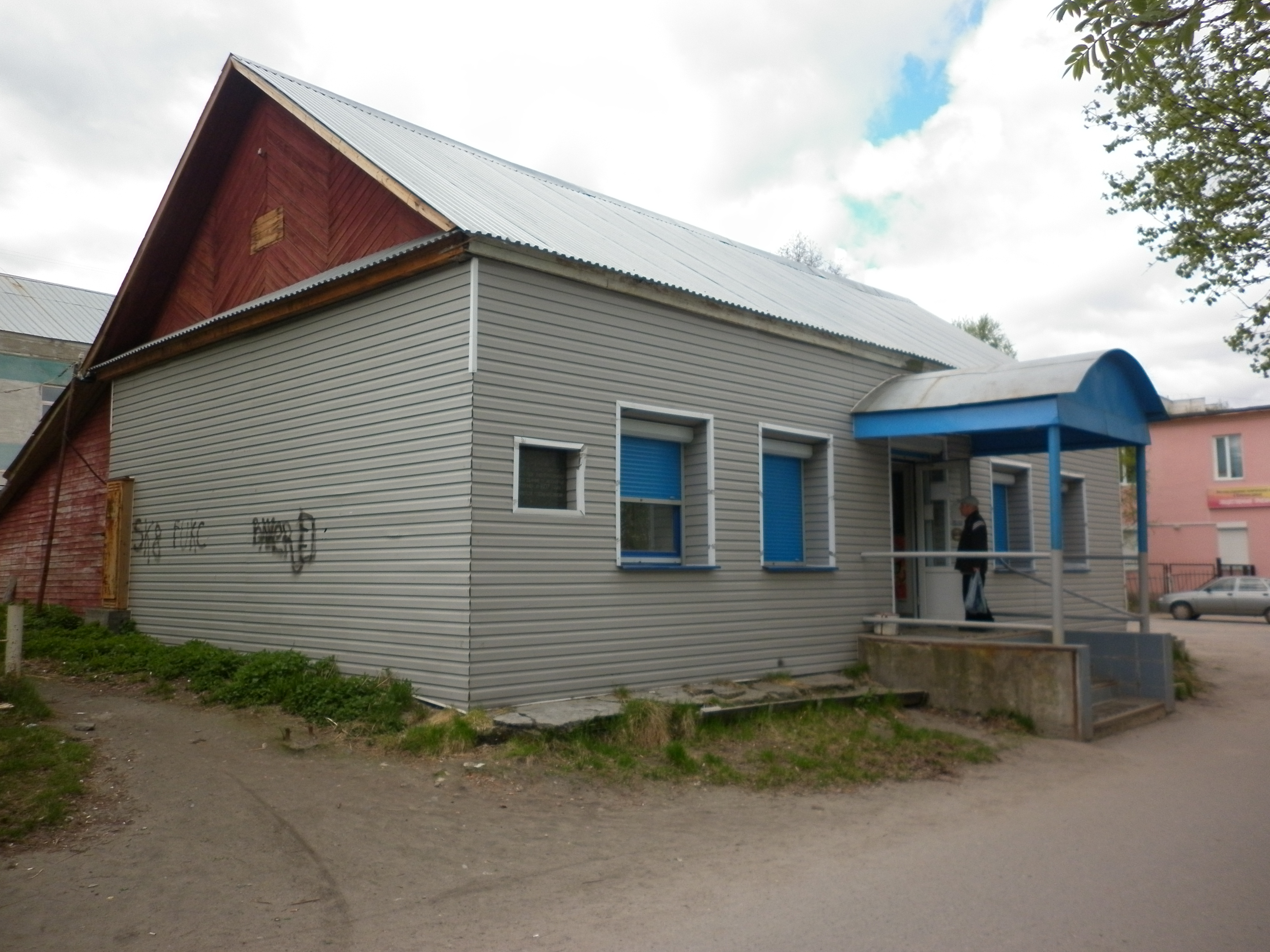
Здание бывшего уездного казначейства

В городе, как и во всех малых городах, есть небольшие магазины. В начале XXI века в городе появились крупные торговые сети, такие как "Пятёрочка", "Магнит", "Перекрёсток".

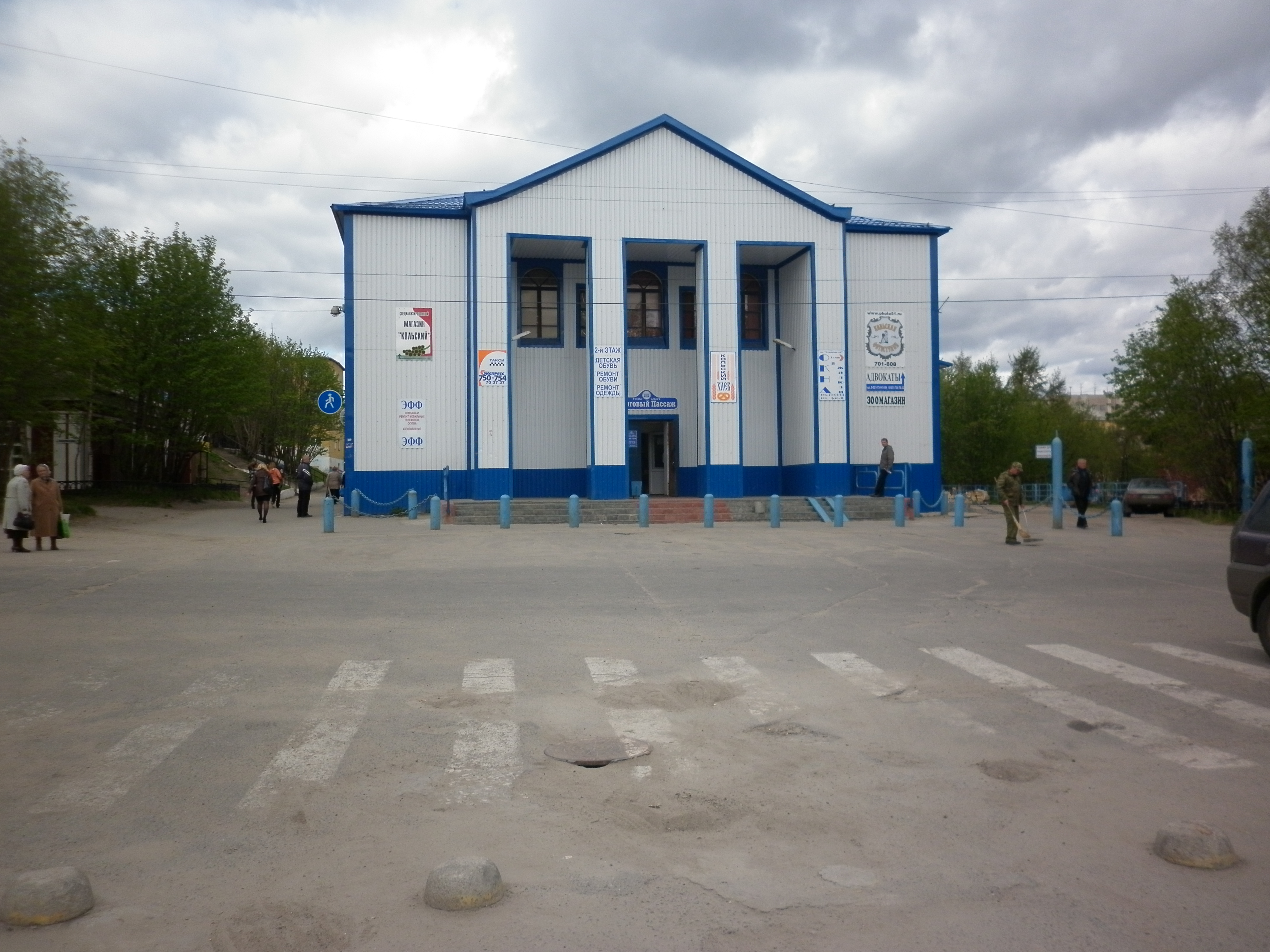
Торговый дом «Пассаж»

## Транспорт
По проспекту Миронова (южная окраина города) проходит дорога местного значения Мурманск — Мурмаши, по Зелёной набережной (северная окраина города) проходит автодорога «Лотта». Дороги связаны через центральную часть города по проспекту Защитников Заполярья и мосту через Тулому.
Городской транспорт
В городе нет своего городского транспорта, перевозки осуществляются пригородными маршрутами из Мурманска и других городов, а также маршрутными такси.
Железнодорожный транспорт
В городе расположена железнодорожная станция «Кола», которая является ближайшей станцией к Мурманску. На станции делают остановку пассажирские поезда, следующие в/из Мурманска в Москву, Санкт-Петербург и другие города, также через неё проходят пассажирские и товарные поезда от/до железнодорожной станции Никель-Мурманский и товарные поезда, следующие из Мурманска и в Мурманск.
1 июня 2020 года на перегоне Кола — Выходной рухнул ж. д. мост, прервав связь Мурманска с остальной территорией РФ. 19 июня 2020 года по обходной новой ветке движение восстановлено. 27 сентября 2020 года движение было восстановлено по заново отстроенному мосту.

## Связь
Основные телекоммуникационные услуги в Коле включают в себя местную и внутризоновую телефонную связь, доступ к услугами междугородной и международной телефонной связи, доступ к сети Интернет по выделенным каналам (ADSL, Ethernet, Metro Ethernet, FTTB) и с помощью коммутируемого соединения, объединение корпоративных сетей. Операторы связи Колы и Кольского района — ОАО «Поларком», ОАО «Ростелеком», ОАО «Северо-Западная компания по телекоммуникациям и информатике», ЗАО «Петерстар», ОАО «Мурманские МультиСервисные Сети», ОАО «Колателеком».

### Сотовая связь
В городе, как и на территории района и области, работают 4 оператора сотовой связи стандарта GSM и 1 стандарта CDMA 2000:
- «МТС»
- «Билайн»
- «МегаФон»
- «Tele2»

## Средства массовой информации

### Телевидение
Телевизионное и радиовещание в г. Кола обеспечивается эфирными и кабельными операторами. Эфирное телевизионное вещание осуществляет филиал РТРС «Мурманский ОРТПЦ». После отключения 21.10.2019 аналогового телевидения продолжается вещание с г. Мурманск аналоговых каналов Че (34 ТВК) и Disney (52 ТВК). В общественном доступе находятся пакеты эфирного цифрового телевидения (мультиплексы) РТРС-1 (23 ТВК) и РТРС-2 (44 ТВК). Региональные врезки ГТРК Мурман выходят в цифровом пакете РТРС-1 на каналах Россия 1, Россия 24 и Радио России, региональные врезки ТВ-21+ на канале ОТР. Охват цифровым эфирным телевизионным вещанием города обеспечивают два объекта ЦНТВ: «Мурманск» (ул. Шолохова, 36), «Кола» (ул. Кильдинское шоссе, 8).
Вещание в кабельных сетях осуществляет Ростелеком.

## Религия
Православные храмы:

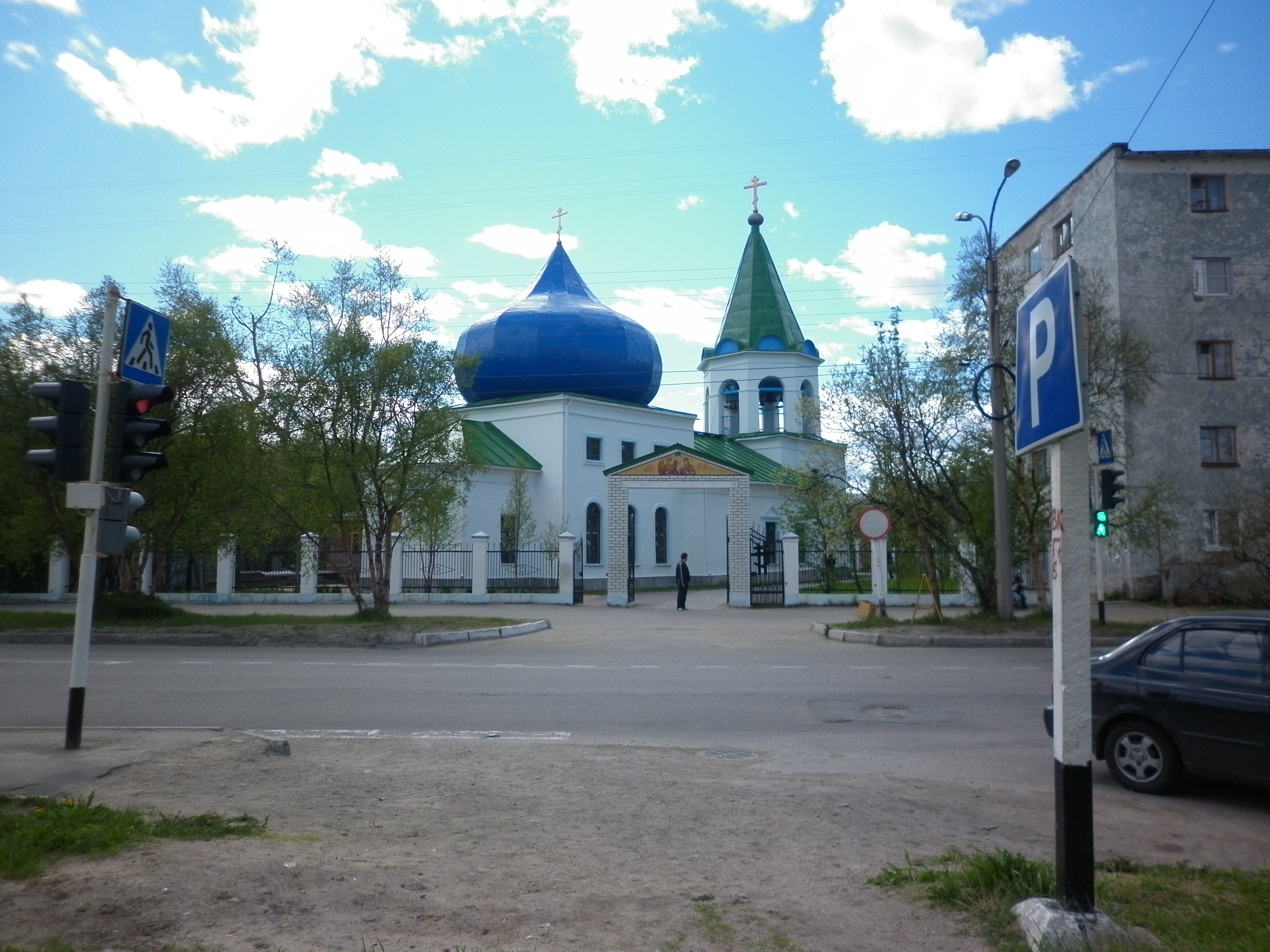
Современное состояние Благовещенской церкви

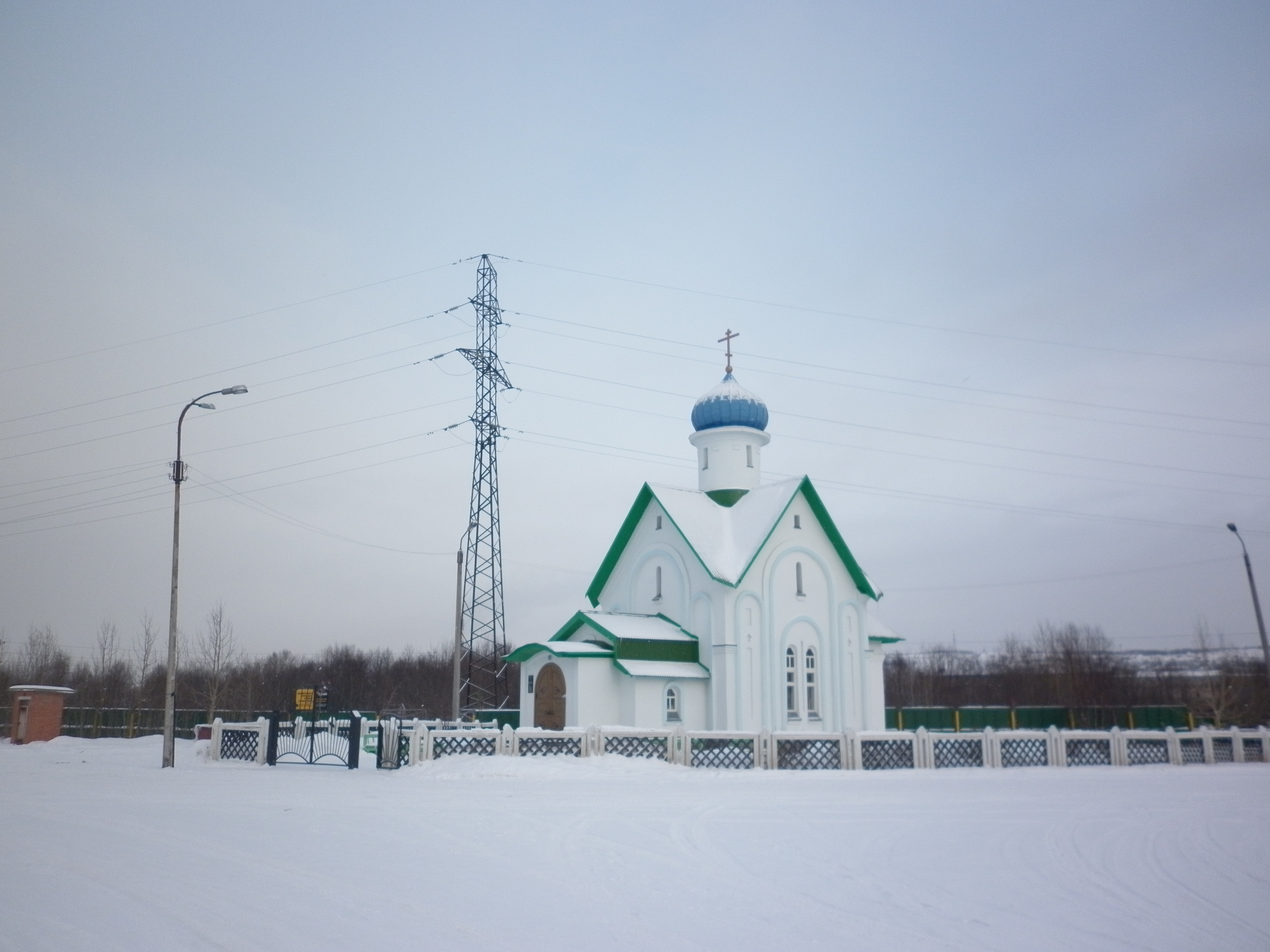
Церковь Варлаама Керетского

- Церковь Благовещения Пресвятой Богородицы. Памятник архитектуры федерального значения.
- Церковь Святого преподобного Варлаама Керетского.

## Города-побратимы
- Хаммерфест, Норвегия[46]
- Эверторнео, Швеция[46]
- Инари, Финляндия[46]
- Соданкюля, Финляндия[46]

## Достопримечательности города
Хотя город и был основан в XVI веке, но от его прошлого практически ничего не осталось. Сейчас город застроен обычными хрущёвками, панельными девятиэтажными домами, а также домами сталинской постройки. Из старых построек в Коле остались два здания: Благовещенская церковь, построенная в 1804 году, а также здание уездного казначейства постройки 1807 года.
Здание уездного казначейства, как уже выше упоминалось, было построено в 1807 году, во время обстрела Колы в 1854 году это здание не подверглось разрушению. Уже в наше время здание казначейства сначала было передано под казино, а потом под продуктовый магазин. Его обшили сайдингом и оно полностью потеряло свой исторический облик. Единственное, что напоминает о ценности здания — табличка, которая говорит о том, что это первое каменное нецерковное здание на Кольском полуострове. В городе также сохранились валы Кольского острога.
Из природных достопримечательностей можно выделить гору Соловараку. На этой горе располагалась научная обсерватория астронома Жак-Андре Малле. В феврале 1772 года на этой горе во время землетрясения, которое редко в этих краях, случился оползень. Его можно видеть и по сей день.
На городском кладбище Колы на Каменном острове сохранились исторические надгробия XIX — начала XX в. на захоронениях представителей купеческих, мещанских и священнических семей. В 2016 г. старинное кладбище превращено в музей под открытым небом.

## Памятники

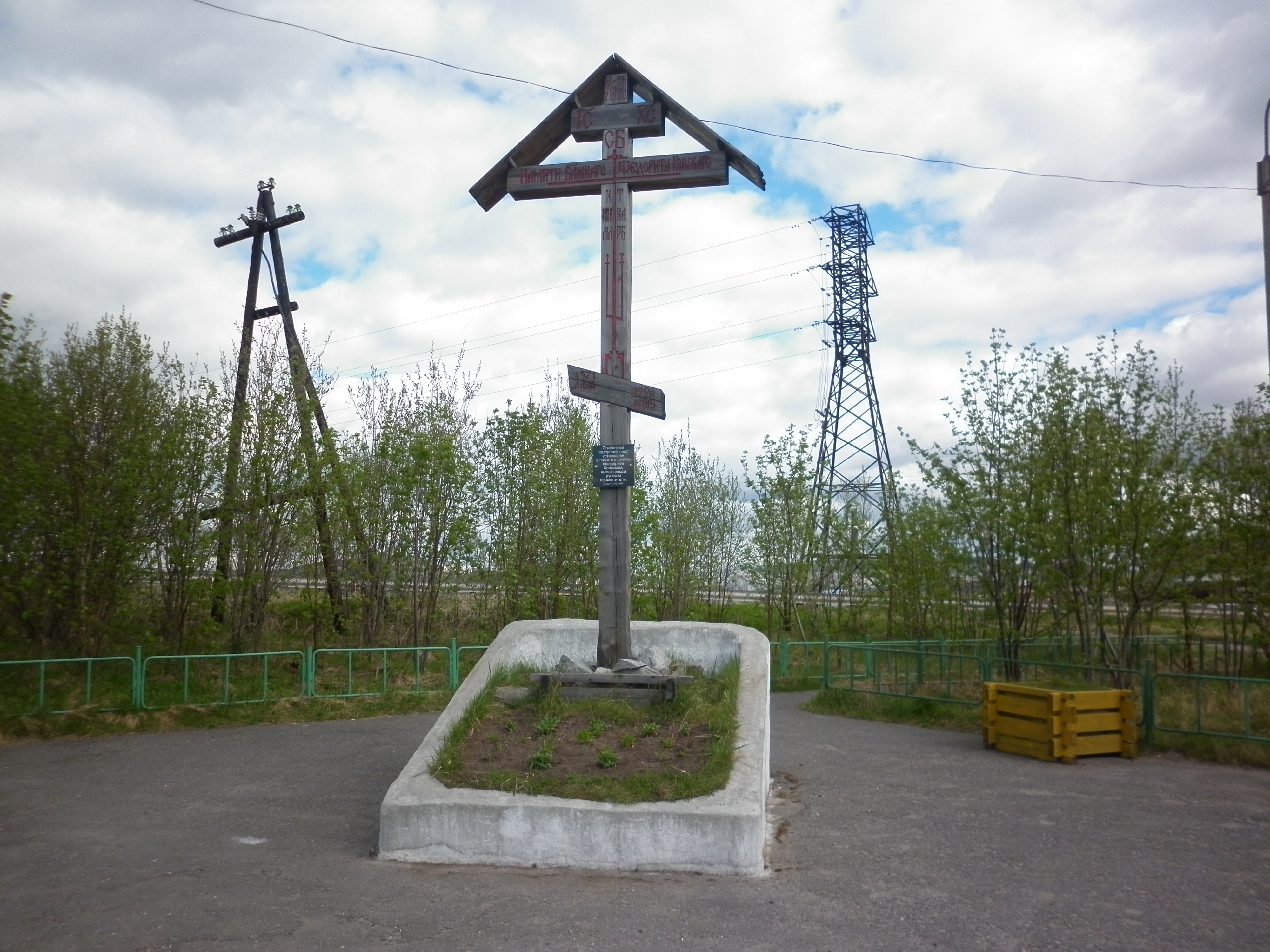
Крест в память о Святом Феодорите Кольском

В городе есть памятники, которые повествуют о героических защитниках города в дореволюционное время, погибших колянах в годы войны, о первом воеводе Колы, о личностях, в честь которых названы улицы города. Памятный знак «Во славу земли Русской», повествующий о героических защитниках города в разные годы, установлен в 2005 году в городском парке. На сопке, практически на выезде из города, установлен памятник колянам, павшим в годы Великой Отечественной войны 1941—1945 годов. Рядом с этим памятником есть братская могила, в которой похоронен экипаж самолёта Пе-3. У здания уездного казначейства расположен памятник В. И. Ленину. На проспекте Виктора Миронова установлен памятник этому герою, который проявил себя в годы ВОВ. У здания Кольской администрации установлена памятная доска первому Кольскому воеводе Авраамию Палицыну, а также памятник Защитникам Советского Заполярья. У моста через реку Тулому установлен памятный крест в память о святом Феодорите Кольском.